# San Pablo Jocopilas
San Pablo Jocopilas è un comune del Guatemala facente parte del dipartimento di Suchitepéquez.